# لويس مارتن (سباح)
لويس مارتن (بالفرنسية: Louis Martin )‏ (1874 – القرن 20) كان لاعب كرة الماء، وسباح، من فرنسا، مثّل بلاده في الألعاب الأولمبية الصيفية 1900، وسباحة في الألعاب الأولمبية الصيفية 1900 – رجال 4000 متر سباحة حرة ‏، والسباحة في الألعاب الأولمبية الصيفية 1900 - رجال 200 متر فريق السباحة ‏.

## وصلات خارجية
- لويس مارتن على موقع اللجنة الأولمبية الدولية (الإنجليزية)
- لويس مارتن على موقع أوليمبيديا (الإنجليزية)